# Tirs (llibert)
Tirs (en llatí Thyrsus, en grec Θύρσος) fou un llibert d'Octavi (August), al qual aquest va enviar a Alexandria a entrevistar-se amb la reina egípcia Cleòpatra, alguns temps després de la batalla d'Àccium.
Dió Cassi diu que Tirs va fer d'intermediari entre Octavi i la reina proposant-li amors, perquè abandonés Marc Antoni, però no ho va aconseguir. Plutarc diu simplement que amb tantes visites va despertar les sospites de Marc Antoni, que el va detenir, el va assotar i el va obligar a retornar amb Octavi.